# Appendixia
Appendixia — рід грибів. Назва вперше опублікована 2000 року.

## Класифікація
До роду Appendixia відносять 1 вид:
- Appendixia closterium